# ポール・ケクラン
ポール・ジュール・ジャン＝ジャック・ケクラン (Paul, Jules, Jean-Jacques  Koechlin, 1881年5月7日 - 1916年8月17日) は、フランスの実業家、パイロット。

## 経歴
ポール・ケクランは1881年、ミュルーズで生まれる。梳毛毛織物工場の製造業者で、プジョー家と共に事業を行っていた父親のアルベール・ケクラン（1848-?）と、母親のマリー・エイルマン（1860-1882）の間に生まれた。母のマリーはポールが生まれた後間もなく死去し、父親は後にアドリエンヌ・グロスと再婚、二人の子供、ジャックとマドレーヌを設けた。
ポールは1908年から1912年にかけて飛行機の製作を行い、いくつかの成功を収めた。彼は機体やプロペラ、その他のアクセサリーなど全ての種類の作業を自分で実行した。彼はデイリー・メールによる賞金を獲得しようと英仏海峡の横断に挑んだ飛行家の1人であった。
1909年、彼はヴィリー＝シャティヨンで飛行学校を開設し、1910年にはムールムロンで2番目の学校を開設した。学生は合計2,000フランを支払って講義を受けた後、プライベートのパイロットライセンスを取得することができた。1910年12月19日、マルト・ニールは試験に合格し、レモンド・ドラローシュに次ぐ二人目の女性パイロットとなった。
彼はアルフレド・ド・ピショフ（1882-1922）と共に1908年から09年にかけて飛行機を製造した。デュテイル&シャルマーの20馬力水平対向エンジン2基を搭載した飛行機で1908年10月29日にヴェリジー＝ヴィラクブレーで飛行テストを行い、300mおよび500mの飛行に成功した。
ポールは第20飛行隊に所属したが、1916年7月20日に負傷し、その傷が元で8月17日にエティヌエムで死去した。

## 製作した飛行機
- 1908年 - Koechlin no 1：複葉機、デュテイル&シャルマーの17馬力2気筒エンジンを搭載。
- 1908年 - Koechlin & Pischoff：単葉機、1908年10月29日にヴィラクブレーで500m以上を飛行した。翼幅：6.30m、5.30m。翼面積：25m2。デュテイル&シャルマーの20馬力エンジンを搭載。
- 1910年 - Koechlin type C：当時最速の飛行機。ムールムロンで100km/hを超える速度を記録した。

## 記念
- ヴィラクブレーでのピショフ&ケクラン機の初飛行を描いた切手が2008年12月17日に発行された。

## 参照
1. ↑  Généalogie Koechlin, annotée par Andrée Brandt (Geneanet/Favre)
2. ↑  Aviation Magazine International du 15 juin 1979